# Степаніщев Михайло Тихонович
Миха́йло Ти́хонович Степані́щев (рос. Михаил Тихонович Степанищев; 29 листопада (12 грудня) 1917 — 8 вересня 1946) — радянський військовий льотчик-штурмовик, учасник Другої світової війни, гвардії майор. Двічі Герой Радянського Союзу (1944, 1945).

## Біографія
Народився 29 листопада (12 грудня) 1917 року в селі Перше Колесово (нині Задонський район Липецької області) в селянській родині. Росіянин. Трудову діяльність розпочав у 1930 році скотарем і пахарем у рідному селі. У тому ж році переїхав в Україну, на Донеччину. У 1932 році закінчив 7 класів і гірничо-промислове училище в Кадіївці. Працював електрослюсарем на шахті. З 1935 року працював на Ворошиловградському паровозобудівному заводі, навчався у аероклубі.
До лав РСЧА призваний у 1937 році. У 1938 році закінчив Ворошиловградську військову авіаційну школу пілотів. Проходив військову службу у стройових частинах ВПС на Далекому Сході, в Одеському військовому окрузі.
Учасник німецько-радянської війни з червня 1941 року. У складі 211-го бомбардувального (з травня 1942 року — штурмового) авіаційного полку воював на Південному і Південно-Західному фронтах, брав участь у оборонних боях на півдні Україні й на Донбасі. У червні 1942 року поблизу міста Барвінкове отримав контузію й до кінця року перебував у шпиталі. Протягом січня-березня 1943 року проходив перепідготовку в 10-му окремому навчально-тренувальному авіаційному полку 8-ї повітряної армії.
З березня 1943 року — командир авіаційної ланки, заступник командира ескадрильї, командир ескадрильї, штурман 76-го гвардійського штурмового авіаційного полку. Воював на Південному, 4-му Українському та 3-му Білоруському фронтах. Брав участь у звільненні Донбасу, Лівобережної України, Криму, Білорусі, Прибалтики, Східної Пруссії.
Всього за роки війни на бомбардувальнику Су-2 та штурмовикові Іл-2 здійснив 234 бойових вильоти.
По закінченні війни продовжив військову службу у ВПС СРСР на посаді штурмана 76-го гвардійського штурмового авіаційного полку в Білоруському військовому окрузі.
8 вересня 1946 року покінчив життя самогубством (застрелився). Похований у місті Барановичі Берестейської області Білорусі.

## Нагороди
Указом Президії Верховної Ради СРСР від 26 жовтня 1944 року за мужність і героїзм, виявлені у боях, гвардії майору Степаніщеву Михайлу Тихоновичу присвоєне звання Героя Радянського Союзу з врученням ордена Леніна і медалі «Золота Зірка» (№ 3715).
Указом Президії Верховної Ради СРСР від 29 червня 1945 року гвардії майор Степаніщев Михайло Тихоноваич нагороджений другою медаллю «Золота Зірка» (№ 70/ІІ).
Також нагороджений чотирма орденами Червоного Прапора (17.08.1943, 03.07.1944, 02.11.1944, 02.04.1945), орденами Богдана Хмельницького 3-го ступеня (02.03.1945), Олександра Невського (22.10.1943), Вітчизняної війни 1-го ступеня (24.12.1943), медалями.

## Пам'ять
Бронзове погруддя М. Т. Степаніщева встановлено у селі Хмелинець Задонського району Липецької області.
У містах Липецьк і Задонськ його ім'ям названо вулиці.